# استان کاردنال کارو
استان کاردنال کارو (به اسپانیایی: Provincia Cardenal Caro) یک استان در شیلی است که در منطقه ا هیگینز واقع شده‌است. استان کاردنال کارو ۳٬۳۲۴٫۸ کیلومتر مربع مساحت و ۳۹٬۰۶۸ نفر جمعیت دارد.